# Grand Prix Formule 1 van Zuid-Afrika 1982
De Grand Prix Formule 1 van Zuid-Afrika 1982 werd gehouden op 23 januari 1982 op het circuit van Kyalami.

## Uitslag
| Positie | Nr | Rijder             | Team           | Ronden | Tijd/Opgave         | Startplaats | Punten |
| ------- | -- | ------------------ | -------------- | ------ | ------------------- | ----------- | ------ |
| 1       | 15 | Alain Prost        | Renault        | 77     | 1:32:08.401         | 5           | 9      |
| 2       | 5  | Carlos Reutemann   | Williams-Ford  | 77     | + 14.946            | 8           | 6      |
| 3       | 16 | René Arnoux        | Renault        | 77     | + 27.900            | 1           | 4      |
| 4       | 8  | Niki Lauda         | McLaren-Ford   | 77     | + 32.113            | 13          | 3      |
| 5       | 6  | Keke Rosberg       | Williams-Ford  | 77     | + 43.139            | 7           | 2      |
| 6       | 7  | John Watson        | McLaren-Ford   | 77     | + 50.993            | 9           | 1      |
| 7       | 3  | Michele Alboreto   | Tyrrell-Ford   | 76     | + 1 Ronde           | 10          |        |
| 8       | 11 | Elio de Angelis    | Lotus-Ford     | 76     | + 1 Ronde           | 15          |        |
| 9       | 10 | Eliseo Salazar     | ATS-Ford       | 75     | + 2 Rondes          | 12          |        |
| 10      | 9  | Manfred Winkelhock | ATS-Ford       | 75     | + 2 Rondes          | 20          |        |
| 11      | 23 | Bruno Giacomelli   | Alfa Romeo     | 74     | + 3 Rondes          | 19          |        |
| 12      | 17 | Jochen Mass        | March-Ford     | 74     | + 3 Rondes          | 22          |        |
| 13      | 22 | Andrea de Cesaris  | Alfa Romeo     | 73     | + 4 Rondes          | 16          |        |
| 14      | 33 | Derek Daly         | Theodore-Ford  | 73     | + 4 Rondes          | 24          |        |
| 15      | 18 | Raul Boesel        | March-Ford     | 72     | + 5 Rondes          | 21          |        |
| 16      | 4  | Slim Borgudd       | Tyrrell-Ford   | 72     | + 5 Rondes          | 23          |        |
| 17      | 20 | Chico Serra        | Fittpaldi-Ford | 72     | + 5 Rondes          | 25          |        |
| 18      | 28 | Didier Pironi      | Ferrari        | 71     | + 6 Rondes          | 6           |        |
| NF      | 26 | Jacques Laffite    | Ligier-Matra   | 54     | Benzinesysteem      | 11          |        |
| NF      | 35 | Derek Warwick      | Toleman-Hart   | 43     | Ongeluk             | 14          |        |
| NF      | 2  | Riccardo Patrese   | Brabham-BMW    | 18     | Turbo               | 4           |        |
| NF      | 25 | Eddie Cheever      | Ligier-Matra   | 11     | Benzinesysteem      | 17          |        |
| NF      | 27 | Gilles Villeneuve  | Ferrari        | 6      | Turbo               | 3           |        |
| NF      | 1  | Nelson Piquet      | Brabham-BMW    | 3      | Spin                | 2           |        |
| NF      | 12 | Nigel Mansell      | Lotus-Ford     | 0      | Elektrisch probleem | 18          |        |
| NF      | 31 | Jean-Pierre Jarier | Osella-Ford    | 0      | Botsing             | 26          |        |
| NQ      | 30 | Mauro Baldi        | Arrows-Ford    |        |                     |             |        |
| NQ      | 32 | Riccardo Paletti   | Osella-Ford    |        |                     |             |        |
| NQ      | 29 | Brian Henton       | Arrows-Ford    |        |                     |             |        |
| NQ      | 14 | Roberto Guerrero   | Ensign-Ford    |        |                     |             |        |
| NQ      | 36 | Teo Fabi           | Toleman-Hart   |        |                     |             |        |

## Statistieken
| Pole-position | René Arnoux | Renault | 1:06.351 |
| Snelste ronde | Alain Prost | Renault | 1:08.278 |

## Noot
- Dit was het debuut van de Braziliaanse coureur Raul Boesel, de Italiaanse coureurs Mauro Baldi, Teo Fabi en Riccardo Paletti; en de Colombiaanse coureur Roberto Guerrero.
- Tiende Grand Prix-start voor een Chileense coureur.
- Tiende pole position voor René Arnoux.

1960 · 1960 II · 1961 · 1962 · 1963 · 1965 · 1966 · 1967 · 1968 · 1969 · 1970 · 1971 · 1972 · 1973 · 1974 · 1975 · 1976 · 1977 · 1978 · 1979 · 1980 · 1981 · 1982 · 1983 · 1984 · 1985 · 1992 · 1993